# Jun Amano
Jun Amano (天野 純, Amano Jun, Miura, 19 juli 1991) is een Japans voetballer die als middenvelder speelt bij Yokohama F. Marinos.

## Carrière

### Clubcarrière
Amano begon zijn carrière in 2014 bij Yokohama F. Marinos.
In de transferperiode in 2019 maakte Jun de overstap naar de Belgische Tweedeklasser Sporting Lokeren

### Interlandcarrière
Amano maakte op 11 september 2018 zijn debuut in het Japans voetbalelftal tijdens een vriendschappelijke wedstrijd tegen Costa Rica.

## Statistieken
| Japans voetbalelftal | Japans voetbalelftal | Japans voetbalelftal |
| Jaar                 | Wed.                 | Dlp.                 |
| -------------------- | -------------------- | -------------------- |
| 2018                 | 1                    | 0                    |
| Totaal               | 1                    | 0                    |